# Сафи (город)

Город Сафи

Сафи (араб. آسفي‎) — город в Марокко на побережье Атлантического океана, административный центр провинции Сафи области Дуккала-Абда.

### История
Сафи, атлантический портовый город, западного Марокко. Сафи в свою очередь населяли карфагеняне (которые назвали его Асфи), римляне и готы и, наконец, мусульмане в 11 веке. Это был рибат (тип укрепленного монастыря) в 13 веке и упоминался историком Ибн Халдуном. Португальцы заняли Сафи (1508–1541) и построили цитадель, которая теперь окружает Кешла (военный анклав) 18 века. Сафи процветал при султанах Саади в конце 16-го и начале 17-го века. Простираясь вдоль побережья и поднимаясь на внутреннее плато, город представляет собой смесь средневековой и современной архитектуры. 

## Экономика
Сафи — промышленный центр Марокко и процветающий порт. 
Порт Сафи обслуживает Марракеш , примерно в 85 милях (140 км) к юго-востоку, и экспортирует фосфаты из Юсуфии, с которой он связан железной дорогой. Это крупный рыболовецкий порт с заводами по консервированию сардин , а также производством текстиля. Город имеет химическую (фосфатную) и пищевую промышленность, расположенную неподалеку на юге, и известен своей керамикой . Во внутренних районах вокруг Сафи выращивают зерновые (в основном ячмень), оливки, овец, коз и крупный рогатый скот.

#### Туризм
В Сафи находится множество туристических объектов, такие как:
- Медина;
- руины замка Каср Аль Бахр;
- португальский собор;
- крепость Кечна.[2]

## Города-побратимы
- Булонь-сюр-Мер, Франция (1957)
- Сфакс, Тунис (1982)
- Монтеро, Франция (2007)
- Нор — Па-де-Кале, Франция
- Сетубал, Португалия